# Pyykinlampi
Pyykinlampi är en sjö i kommunen Nyslott i landskapet Södra Savolax i Finland. Arean är 38 hektar och strandlinjen är 2,89 kilometer lång. Sjön  ingår i Vuoksens huvudavrinningsområde.   Den ligger omkring 110 kilometer öster om S:t Michel och omkring 310 kilometer nordöst om Helsingfors. 
Pyykinlampi ligger norr om Ylä-Luotojärvi. 